# Josh Hawkinson
Joshua Haakon Hawkinson dit Josh Hawkinson (né le 23 juin 1995 à Seattle) est un joueur américano-japonais de basket-ball évoluant au poste d'ailier fort ou de pivot au sein de l'équipe des Sun Rockers de Shibuya (en). Il joue internationalement pour le Japon.